# 达勒奈姆
达勒奈姆（法語：Dahlenheim，法語發音：[dalənaim] ⓘ）是法国下莱茵省的一个市镇，属于莫尔塞姆区。

## 地理
达勒奈姆（48°35'8"N, 7°30'26"E）面积5.35 平方千米，位于法国大東部大區下莱茵省，该省份为法国大陆部分最东部的省份，是阿尔萨斯的一部分，今与上莱茵省组成了阿尔萨斯欧洲集体，其南至上莱茵省，西南接孚日省和默尔特-摩泽尔省，西接摩泽尔省，北与德国接壤。
与达勒奈姆接壤的市镇（或旧市镇、城区）包括：埃尔热尔桑、菲尔德奈姆、基尔沙伊姆、马尔勒奈姆、奥德拉蔡姆、奥斯托芬、斯沙尔拉克贝尔甘伊尔姆斯泰、苏尔茨莱班、沃尔克赛姆。
达勒奈姆的时区为UTC+01:00、UTC+02:00（夏令时）。

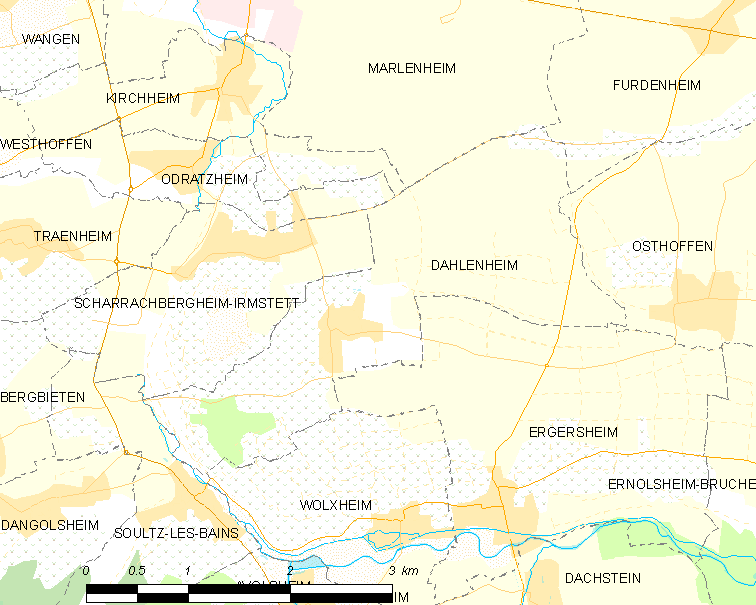
达勒奈姆的OSM定位图

## 行政
达勒奈姆的邮政编码为67310，INSEE市镇编码为67081。

## 政治
达勒奈姆所属的省级选区为莫尔塞姆县。

## 人口

1962-2008年间达勒奈姆人口变化图示

达勒奈姆于2022年1月1日时的人口数量为787人。